# 位置 (K-pop)
位置（韓語：포지션）在韓國流行音樂之中，是指男團或女團成員根據不同表演特長及發展方式，由官方設定在團體的擔當位置，一般有隊長、歌唱、舞蹈、饒舌等之類。
有些團體的位置分配可能並不明確，特別是在成員人數較少的團體，可能一人會同時擔任幾個主要位置；成員人數較多的團體，則可能會出現重疊位置，多個團員擔任一個職位。有些位置是記錄在官方的個人資料，但有些可能並不是正式披露，僅是在綜藝節目、採訪或介紹稍微提及，甚至有些只是粉絲的觀點。
偶像團體在不同活動期間，位置可能因為不同理由而產生變動，例如：成熙離開Kara之後，奎利更替主唱的位置。

## 隊長
隊長（리더）是一個團體的核心人物，對外須要負責領導團隊，對內須要處理團員們日常生活的問題，並且作為公司與團隊的連接橋樑，須要瞭解公司及組合事務，所以同時承擔來自公司及團員的雙重壓力。
韓團在正式出道以前，成員們一般都在宿舍擔當練習生，隊長面對不同思維和行為模式，須要利用有效方法將所有成員聚集一起，因此隊長的外貌、歌唱和舞蹈能力未必是最佳，但是領導和心理層面卻更加重要。 一般來說，年齡最大、練習生經驗最長或負責主唱的成員會被任命為隊長，例如：Super Junior的利特、SHINee的溫流、Apink的Chorong、Red Velvet的Irene、MAMAMOO的頌樂、GFRIEND的Sowon、SEVENTEEN的S.COUPS都是團隊的最年長者；TWICE的隊長不是團隊的最年長者，卻是練習生經驗最長的志效；ZEROBASEONE的隊長亦非團隊的最年長者，而是依據人格測驗結果、綜合三項指標：自主性、團結性、自我超越性，選出成韓彬。
作為例外，也有一些團體並沒有正式的隊長，例如：Crayon Pop、BLACKPINK、Miss A、SECRET NUMBER、BABYMONSTER；或者是像T-ara這樣的輪換隊長的職位(現任隊長為李居麗)。

## 音樂表演
韓國流行音樂的其中一個特色，是以4至15人的團體組合為表演主流，以歌唱、編舞和外形吸引世界各地的粉絲。但是在一個團體裡面，同時具有樣貌、歌唱、舞蹈、饒舌和娛樂能力的藝人非常罕見，練習生的發展能力是有其限制；因此組成偶像組合時，不需要所有成員都具有相同的表演方式，每個團員扮演著不同的功能，讓視覺和聽覺更多元化，同時打造韓國流行音樂的特殊表演風格。

### 歌唱
歌唱（보컬）在團體中是負責唱歌的部分，根據不同的位置可以細分為：主唱、領唱和副唱。
主唱（메인보컬）
主唱是一個團體之中唱功最好的成員，通常在一首歌曲中負責演唱最主要的獨唱部分，或者總是負責即興和高潮的演唱部分。有些團體只有一個主唱，例如：BTS的Jungkook、Apink的Eunji、BLACKPINK的Rosé、SISTAR的孝琳、TWICE的志效、ASTRO的MJ；兩個主唱，例如：VIXX的Ken和Leo、MAMAMOO的頌樂和華莎。甚至兩個以上主唱，例如：Super Junior的藝聲、厲旭和圭賢；EXO的Baekhyun、Chen和D.O.；宇宙少女的璉靜、多願和秀斌，這完全取決於團體的成員人數。
領唱（리드보컬）
領唱是僅次於主唱的演唱者，他/她們的位置比其它成員更好，但及不上主唱，通常負責合唱的領導部分，或者某一部分的獨唱。領唱通常有更多高八度、低八度的音域，因此領唱主要出現在需要顫音的合唱部分，在主唱離隊的時候，領唱的位置也會獲得提升，而領唱的人數也會依團隊需求而定，例如：Super Junior的東海；MAMAMOO的輝人、TWICE的娜璉、定延、BLACKPINK的Jennie和Jisoo。
副唱（서브보컬）
副唱通常負責演唱對聲音沒有挑戰性，或者不需要太多技巧的部分；但是，這並非表示他/她們不擅長唱歌，只是團體中有更熟練唱歌的成員，可能還要專注在其它不同的位置，副唱通常相較於主唱或領唱人數多，例如：BTS的Jin和V；TWICE的Momo、Sana、Mina、多賢、彩瑛、子瑜

### 舞蹈
韓國流行音樂團體的另一項特色是舞蹈，舞蹈技能優秀的成員會擔任主舞或領舞的位置，因為所有成員都是舞者，所以就沒有單獨設立副舞的位置。不擅長舞蹈的藝人在綜藝節目被稱為（舞神舞王），例如：2AM的鄭珍云、Super Junior的圭賢、Bigbang的T.O.P.、INFINITE的金聖圭、防彈少年團的Jin、EXO的Chanyeol，但這僅是綽號並不是位置。
主舞（메인댄서）
主舞是團體中舞藝最好的成員，通常在舞蹈中場階段時，在獨舞部分突出強烈的存在感，或是挑戰具有高難度的舞蹈動作，在很多情況下是扮演團體的性感或帥氣角色，例如：Super Junior的銀赫、SHINee的泰民、BLACKPINK的Lisa、MAMAMOO的玟星、TWICE的Momo、Mina。
領舞（리드댄서）
領舞是僅次於主舞的舞者，通常所有團員一起跳舞時，站在團體的最前方位置，領導團員的舞蹈動作；主舞和領舞在成為歌手之前，可能已經是專業的舞者，例如：Super Junior的神童、東海和MAMAMOO的輝人、TWICE的娜璉、子瑜。

### 饒舌
饒舌，也稱為說唱，作為韓國流行音樂的其中一項特色，是與聲唱有不同發音技巧的表演，如同歌唱一樣可以細分為：主饒舌、領饒舌和副饒舌。
韓國流行音樂發展初期，並非所有團體都有系統學過饒舌的技巧，很多時候只是在歌曲的開頭或橋段部分，由副唱表演者穿插幾句說唱的歌詞；但隨著時間的推移，歌手演唱技巧的進步，以及嘻哈音樂的推廣流行化，饒舌已經成為流行音樂的重要組成要素，饒舌歌詞的部分也有越來越多的趨勢，流行音樂團體開始有專業於饒舌的位置。
主饒舌（메인래퍼）
主饒舌是饒舌技巧最佳的成員，負責歌曲中最主要的部分，通常是在連接段或副歌的高潮部分進行表演，很多時候也會負責作詞，例如：Super Junior的銀赫、B.A.P的方容國、MAMAMOO的玟星 TWICE的彩瑛、ASTRO的Jinjin、iKON的Bobby和i-dle的soyeon。
領饒舌（리드래퍼）
領饒舌是僅次於主饒舌的成員，通常是在主歌的兩節之間進行表演，例如：Super Junior的希澈、iKON的B.I、TWICE的多賢和ASTRO的朴慜赫。
副饒舌（서브래퍼）
副饒舌負責不需要太多記憶、發音難度及節拍感的部分，同時也會負責其它歌唱或舞蹈的位置，例如：Super Junior的神童、東海和TWICE的Momo。

## 演藝活動
除了音樂和舞蹈表演之外，流行音樂團體也會朝向演戲、廣告、綜藝節目、雜誌封面、公關宣傳活動等多方向演藝發展，根據團員的不同特性。

### 轉型演員
一般來說，當一個團體活躍的時候，開始享有穩定的人氣，並將演藝活動擴展到演戲。儘管歌手的演技普遍及不上正規演員，但也有歌手通過不斷的演出提升演技，轉職為全天候演員，或者也有因為偶像偏見而被低估的情況。
另外也有一種情況，是歌手在唱歌出道以前，就已經作為童星身份參加過演戲。

### 門面擔當
「門面」（비주얼，譯自英語之視覺）是大眾普遍認為外貌最出眾的成員，通常有較多機會站在中心的位置，在參加綜藝節目作為吸引粉絲的介紹位置，對於提升團體早期的知名度，有著極大的作用。
門面擔當因為出眾的偶像外型，當所有成員聚集在紅地毯的時候，通常以門面擔當為團體中心，並且拍攝廣告、雜誌封面等工作，也主要集中在這些成員身上，往往也有更多參與演戲的機會。

### 藝能擔當
藝能擔當通常是在不同活動負責公關宣傳的角色，通過演講技巧展現親和力，表現出幽默、開朗的形象，擔任宣傳大使的工作。

### 腹肌擔當
腹肌擔當是男團的組成部分，代表著鍛煉、健身的形象，負責吸引女性粉絲的注意力，在多數情況是由舞者負責這個位置。很多團體並沒有官方指定的肌肉擔當，而是粉絲團體自行對肌肉線條良好團員的稱呼。

### 性感擔當
性感擔當是女團的組成部分，負責引起男性粉絲的注意力，尤其擅長以性感身材、細膩嗓音起到吸引作用，激發男性的保護本能。通常可以通過廣告塑造女性的性感形象，例如是拍攝內衣、比基尼和酒精飲料的廣告，在多數情況是由舞者負責這個位置。

### 清純擔當
清純擔當著重天真無邪的概念，憑著質樸、純真的美麗造型，吸引所有年齡及性別的粉絲。

### 帥氣擔當
帥氣擔當（Girl Crush）是女團的組成部分，是具有男生氣質、性格爽朗的成員，負責發展少女粉絲的角色，感覺像是會被女生暗戀的大姐姐形象，流行俚語也稱之為（圈女飯）。
（Man Crush）有與此相似的概念，是吸引男性的男性偶像，但男團並沒有特別強調這種定位。

### 撒嬌擔當
撒嬌擔當在男女團體都可以適用，通常是用搞笑、裝可愛的方式，營造輕鬆氣氛的角色，一般是由忙內、或是性格活潑的成員負責。

## 其它

### 偽忙內
偽忙內是老大（맏이）和老么（막내）的合成詞，指年齡最長、但樣貌與作風都沒有老大/大姐頭的氣質，例如：Winner的金秦禹、EXO的Xiumin、TWICE的娜璉、Kara的昇延、少女時代的太妍、BTS的Jin、i-dle的薇娟、Kep1er的崔有真、ZB1的金地雄、TOMORROW X TOGETHER的崔然竣。

### 忙內
忙內是韓語「老么」的音譯詞，也就是團員之中年齡最小的成員，通常是負責搞笑、撒嬌的角色，也是經常被其它成員作弄及照顧的對象。

### 中心
中心就是在表演、合影或綜藝節目的場合，團員們並列排成一行，被安排在團體中央的位置，這個位置通常由經紀公司事先決定，代表經紀公司寄於重望引起媒體的關注，或是帶來更多大眾能量的成員。
中心可能是團體中最出色的成員，通常由門面擔當、或是其它人氣出眾的成員負責；但也可能沒有固定的角色，尤其是有些經紀公司避免偏袒的爭議，會刻意模糊中心的位置。

### 全面歌手
全面歌手不是一個官方設定的位置，同時有著幾種不同的解釋。
有些流行音樂團體並沒有官方設定的位置，尤其是在團員人數相對較少的團體，或者彼此能力不分上下的情況，所有成員都要共同承擔歌唱、舞蹈和饒舌的部分，例如：Rocket Punch除了隊長金蓮熙之外，其它成員都沒有官方設定的位置。
有些流行音樂團體雖然有官方設定的位置，但其中有幾位多面手，各項能力相對平衡，可以隨時替補不同的位置，例如：DIA的Eunice、Fromis 9的宋河英，都有平衡的歌唱和舞蹈能力。
另外有些歌手是才華洋溢的天才型藝人，在歌唱、舞蹈、饒舌、創作、視覺、娛樂、演戲等各個領域都有多重發展，例如：Bada、Nana、WOODZ，這類歌手在流行俚語也稱為（六邊形團員）。

### 創作歌手
創作歌手是除了表演之外，也會負責詞曲、製作的歌手，例如：Bigbang的G-Dragon、B1A4的振永、Seventeen的WOOZI、i-dle的Soyeon和Wonder Girls的譽恩。
如果只是依賴第三方的詞曲創作者，發展速度會相對較為緩慢，致使曝光率降低，所以創作歌手先從單曲創作開始，進一步挑戰創作專輯主打歌，有詞曲創作經驗的歌手，單飛以後也有更多自由發展的機會。

### 人氣歌手
人氣歌手是最受狂熱粉絲歡迎的成員，他/她的粉絲擁有率明顯偏高，週邊商品率先售罄，擁有龐大的忠實粉絲。這個詞語是一個韓語新詞，源於日語詞彙（Otaku）的變體，即是漢語所稱的宅系、粉都、飯圈，更具體一點有少男的（男圈追逐的人氣歌手）、少女的（女圈追逐的人氣歌手）。
人氣歌手與門面擔當有相似定義，但兩者並不盡然相同，未必是同一位成員。 後者是一個相對固定的位置，著重於代表團體吸引大眾目光；前者則是個人魅力的影響，並會隨著時間而產生不同的變化，並且還有所謂「黑粉」的概念。基本上經紀公司對所有成員的晉升，都是盡量採取公平競爭，但在某些指定一位成員代表樂團的情況下，只有最具人氣的成員才是「樂團的代表人」。

### 主力歌手
主力歌手是在團體中擁有絕對存在感的成員，一般來說，其個人本身就是代表整個團體，例如：徐太志和孩子們。
主力歌手與中心有類似的定義，但具體而言有著細微的區別。通常，這位成員在個人活動取得的成就，不遜色或超過團體的整體表現，在團體發展有極大話語權，並以個人魅力領導團體，當他/她選擇單飛的時候，團體可能會迅速失去大量粉絲，而難以維持下去。

### 海外派歌手
海外派歌手不是官方的定義，早期經紀公司加入海外韓裔或混血成員，是為了制造娛樂的話題性，但隨著韓流在國際間的流行，開始有越來越多團體加入外國人的成員，這在進軍海外發展的時候，有讓當地粉絲感覺到親切，或是增加海外知名度的作用。

## 另見
- 韓流
- 練習生

## 外部連結
- The Ultimate Guide to the Different Positions in K-Pop Groups （页面存档备份，存于）
- K-Pop Positions Explained （页面存档备份，存于）